# Punto más alto de la Luna
El "Punto más alto de la Luna" (denominado Selenean summit en inglés) hace referencia a la mayor elevación del relieve lunar, noción similar a la del monte Everest en la Tierra. Situado a una cota de 10.786 m por encima de la superficie media de la Luna, es casi un veinte por ciento 'más alto' que el 'punto más alto' de la Tierra. Las coordenadas selenográficas aproximadas de la cumbre son:
- 5°24′45″N 158°38′01″O / 5.4125, -158.6335[1]

La cumbre está localizada en el sector nororiental del brocal del cráter Engel'gardt, por lo que no coincide con ninguna formación lunar con la denominación de montaña (véase: Montañas lunares).
|             |             |
| Cima Máxima | Cima Máxima |

El cráter Engel'gardt al que pertenece la cima está localizado en la cara oculta de la Luna, y muy próximo al ecuador del satélite.

## Descubrimiento
A pesar de que los métodos de medida difieren un poco de los utilizados en la Tierra (es obvio que no existe una referencia altimétrica como el nivel del mar), en ninguna otra parte de la Luna se han superado las mediciones de altitud obtenidas en esta localización desde su descubrimiento en 2010 por los equipos del LRO.
El profesor Mark S. Robinson (Escuela de Exploración Terrestre y Espacial de la Universidad Estatal de Arizona) es ampliamente citado como el director de proyecto del equipo del LRO que realizó el descubrimiento.